# 팬택 베가 LTE
팬택 스카이 베가 LTE(Pantech SKY VEGA LTE, IM-A800S)는 2011년 10월 6일 SK텔레콤에서 단독 출시된 팬택의 스마트폰으로 자사 스마트폰 중에서 최초로 LTE를 지원하며 세계 최초로 모션 인식을 지원한다.

## 운영 체제/소프트웨어

### 안드로이드 4.1.2 젤리빈
2013년 12월 24일 젤리빈 업그레이드가 완료되었다

## 색상
- 블랙
- 화이트
- 레드

## 특수 기능

### 모션 인식
직접 터치를 하지 않아도 손동작을 인식하여 손동작 만으로도 사용할 수 있다.